# Alkman
Alkman (gr. Ἀλκμάν), VII w. p.n.e. – poeta spartański zaliczany do największych twórców lirycznych starożytnej Grecji.
Alkman prawdopodobnie był Spartaninem, ale według niektórych źródeł pochodził z Sardes w Lidii. Mógł być też niewolnikiem, którego wyzwolono i przyznano obywatelstwo miasta ze względu na wielki talent. Według Pauzaniasza po śmierci został pochowany obok rzekomego grobowca Heleny.
Alkman napisał ok. 60 hymnów, jednak wszystkie jego utwory zaginęły. Znane były tylko niewielkie fragmenty aż do 1855 r., kiedy w Sakkarze w Egipcie odkryto papirus z częścią jego twórczości. Najsłynniejszymi utworami Alkmana były partheneia – „pieśni dziewic” tworzone z myślą o spartańskich obrzędach religijnych, w których uczestniczyły młode dziewczęta. Jego poezję cechują dokładne opisy przyrody, a o kunszcie świadczy fakt, że stworzone przez niego pieśni cieszyły się uznaniem  w całej Grecji, mimo że napisano je w dialekcie doryckim.